# トランビ
株式会社トランビは、東京都港区に拠点を置くM&Aプラットフォーム事業を展開する事業会社。

## 概要
ユーザー数や案件数、成約数ともに国内最大級のM&Aマッチングサービスを提供している。
サービスの最大の特徴は低コストな点である。売り手は無料（期日内に成約報告手続きを完了することが条件）で、買い手も成約時のみ成約金額の3％（最低成約手数料30万円）を手数料として支払う料金体系となっている。
このサービスを始めたきっかけは、高橋が家業を継いだ際に後継者不在のため毎年3 - 5件のペースで取引先が廃業していく状況を目の当たりにしたことであった。売り上げ規模が小さかったためM&Aサービスが提供されておらず、第三者への事業承継も困難であった。
オンライン上での自由なマッチングによりM&Aにかかるコストを削減することで、中小企業の経営者をサポートすることを目指している。ローコストで買い手を見つけることができるため、価値ある事業の新しい世代への承継を手助けしている。また、買い手が多くの案件にふれることで、事業拡大のチャンスを提供している。
新生銀行やSBI証券、第一勧業信用組合、西武信用金庫をはじめとした300社を超える金融機関及びM&A専門家と提携しており、後継者問題に揺れる中小企業のM&Aによる事業承継を促進し、国内経済・地域活性化に寄与する全国的なネットワークの構築を目指している。

## 沿革
- 2011年（平成23年）7月 - アスク工業株式会社の一事業部として、「TRANBI」のサービスを提供開始
- 2016年（平成28年）4月 - 株式会社アストラッドに分社化し、サービスを有料化
- 2017年（平成29年）
  - 3月 - 日本銀行金融高度化センターのワークショップにてプレゼンテーションを実施
  - 11月
    - 金融機関と初めての提携 ※以降、金融機関との提携が進行
    - ユーザー数5,000名を突破
- 2018年（平成30年）
  - 3月 - 日本銀行金融高度化センターのワークショップにてプレゼンテーションを実施
  - 4月 - 株式会社トランビに社名変更
  - 6月
    - 2018年版「中小企業白書」にて掲載
    - 書籍『会社は、廃業せずに売りなさい 後継者不在の問題は、ネットで解決！』出版

  - 7月
    - Harvard Business Reviewにて、トランビに言及
    - ユーザー数10,000名を突破

  - 8月 - 総額約11億円の資金調達を実施
  - 10月 - ユーザー数15,000名を突破
- 2019年（平成31年-令和元年）
  - 1月 - ユーザー数20,000名を突破
  - 2月 - マッチング件数10,000件を突破
  - 4月
    - 複雑な料金体系を定額化した「専門家定額プラン」を開始
    - 株式会社日本経営合理化協会事業団との資本業務提携契約を締結

  - 5月 - 信金中央金庫グループとの資本業務提携契約を締結
  - 6月 - ユーザー数30,000名を突破
  - 10月 
    - ユーザー数40,000名を突破
    - NHKスペシャル「大廃業時代〜会社を看取（みと）るおくりびと〜」に掲載

  - 11月 - Forbes JAPAN 2020年1月号「200社一挙掲載！日本のスタートアップ大図鑑」に掲載
  - 12月 - 参議院・財政金融委員会にて麻生金融担当大臣がトランビについて言及
- 2020年（令和2年）
  - 1月 - 累計マッチング件数20,000件突破
  - 3月 - ユーザー数50,000名を突破

## 書誌情報
- 高橋聡 『会社は、廃業せずに売りなさい 後継者不在の問題は、ネットで解決！』 実業之日本社
  - 2018年6月28日発売、ISBN 978-4-408-33802-6
- 高橋聡『起業するより会社は買いなさい サラリーマン・中小企業のためのミニM&Aのススメ 』講談社
  - 2019年8月22日発売　ISBN 978-4-065-16856-1